# 燕守平
燕守平（1941年—），江蘇沛縣人，京劇琴師，北京市戲曲學校畢業，現任北京京劇院琴師，以他的藝術成就獲評國家一級演員職稱，編著《京胡古今名段集》（2004年第1版）等書。
他的愛人馬小曼是馬連良的女兒，工京劇旦行，一級演員，2人都是中華人民共和國成立后培養的京劇藝術人才。
他最有代表性的京劇胡琴（京胡）伴奏；演奏作品是第2批樣板戲裡的《杜鵑山》1劇，他擔任甲組琴師和電影版琴師，錢江攝影，謝鐵驪導演的革命現代京劇《杜鵑山》電影裡的京劇胡琴就是他拉的（甲組和電影版鼓師是史镇鑫，管弦樂指揮是胡炳旭）。
他從1954年考進戲曲學校就開始從事京劇伴奏，到現在已經54年了。
他在學校師從楊寶忠等先生，1959年畢業后留在母校任教，1968年（文化大革命期間）調北京京劇團（1979年改北京京劇院，直到現在），並師從劇團音樂指導徐兰沅學習京劇音樂藝術。
曾與馬長禮、譚元壽、張君秋、趙燕俠、孫毓敏、耿其昌、李維康、馬永安、楊春霞、李寶春、萬一英、于魁智、李勝素、孟廣祿、趙葆秀等京劇表演藝術家合作。
他的學生有趙立新、高俊浩等。

## 專書著作
- 《京胡古今名段集》，中國青年出版社，2004年，北京